# Fritsch-Segge
Die Fritsch-Segge (Carex fritschii), auch Fritschs Segge oder Faserschopf-Segge genannt, ist eine Pflanzenart aus der Gattung der Seggen (Carex) innerhalb der Familie der Sauergrasgewächse (Cyperaceae).

## Beschreibung

### Vegetative Merkmale
Die Fritsch-Segge ist eine ausdauernde krautige Pflanze und erreicht Wuchshöhen von 30 bis 65 Zentimetern. Das Rhizom ist kurz und gestaucht und ist nicht ausläuferartig kriechend. Die Fritsch-Segge bildet einen Horst aus. Aus den untersten Blattscheiden entsteht beim Verwittern ein Faserschopf. Sie sind braun und zum Teil purpurfarben überlaufen. Die Laubblätter sind 1,5 bis, meist 2 bis 4 Millimeter breit und auf beiden Seiten kahl.

### Generative Merkmale
Die Fritsch-Segge zählt zu den verschiedenährigen Seggen. Der Blütenstand ist 25 bis 35 Millimeter lang. Ähren stehen nur in der oberen Stängelhälfte. Es gibt zwei bis drei weibliche Ähren, sie sind bei einer Länge von 6 bis 12 Millimetern kugelig bis eiförmig. Die Schläuche sind bei einer Länge von 3 bis 3,5, selten bis zu 4 Millimetern verkehrt-eiförmig, und kurz behaart bis kahl. Der Schnabel ist stets kürzer als 0,5 Millimeter und meist gestutzt bis schwach ausgerandet. Der Fruchtknoten besitzt drei Narben. Die Deckblätter sind rot- bis schwarz-braun mit hellerem Mittelstreifen und weißhäutigen Rändern. Die oberste weibliche Ähre überragt die männliche Ähre nicht. Die männliche Ähre ist meist 15 bis 20 (10 bis 25) Millimeter lang, nach der Anthese ist sie 3 bis 4, selten bis zu 5 Millimeter breit.
Ihre Chromosomenzahl beträgt 2n = 30.

## Unterschiede zu ähnlichen Arten
Die Fritsch-Segge unterscheidet sich von der ähnlichen Berg-Segge (Carex montana) durch Blattscheiden, die blass-braun bis blass-grau sind, durch stachelspitzige und nur braune Tragblätter der weiblichen Blüten und durch ein laubartiges Hüllblatt der untersten Ähre. Sie entwickelt auch kurze Ausläufer und die Blattscheiden der Grundblätter werden zu einem starken Faserschopf entwickelt. Sie ist auch 40 bis 60 Zentimeter hoch, während die Berg-Segge nur 10 bis 25 Zentimeter hoch ist. Die Berg-Segge hat keine Ausläufer und ihre Blattscheiden sind blut-rot. Die Tragblätter der weiblichen Blüten sind nur spitz und schwarz-violett bis schwarz-braun.

## Vorkommen und Gefährdung
Die Fritsch-Segge ist ein submediterranes bis gemäßigt-kontinentales Florenelement. Es gibt Fundortangaben für Frankreich, Italien, die Schweiz, Österreich, Tschechien, die Slowakei, Slowenien und Ungarn. In Deutschland fehlt sie; sie kommt aber im benachbarten Elsaß bei Rixheim vor.
In Österreich kommt sie zerstreut bis selten in den collinen bis submontanen Höhenstufen von Kärnten und Burgenland vor. Sie gilt in Österreich als „stark gefährdet“. In der Schweiz ist ihr Vorkommen auf das Tessin und das Misox in Graubünden beschränkt. Sie gilt in der Schweiz als „nicht gefährdet“ und ist in keinem Kanton geschützt. Sie steigt in Mitteleuropa nur bis in Höhenlagen von etwa 500 Metern auf.
Die ökologischen Zeigerwerte nach Landolt et al. 2010 sind in der Schweiz: Feuchtezahl F = 2+w (frisch aber mäßig wechselnd), Lichtzahl L = 3 (halbschattig), Reaktionszahl R = 2 (sauer), Temperaturzahl T = 4+ (warm-kollin), Nährstoffzahl N = 2 (nährstoffarm), Kontinentalitätszahl K = 4 (subkontinental).
Die Fritsch-Segge wächst selten, aber gesellig in lichten Laubmischwäldern auf mäßig trockenen, basenreichen, aber kalkfreien, mäßig sauren humosen Lehmböden. Sie ist wärmeliebend. Die Fritsch-Segge ist oft eine Charakterart des Galio-Carpinetum aus dem Verband Carpinion. Selten wächst sie in Magerwiesen.

## Taxonomie
Carex fritschii wurde von Anton Waisbecker 1895 anhand von Funden bei Güns in Westungarn im Sitzungsbericht der Verhandlungen der Kaiserlich-Königlichen Zoologisch-Botanischen Gesellschaft in Wien, Band 44, S. 51 erstbeschrieben. Ein Synonym für Carex fritschii Waisb. ist Carex montana subsp. fritschii (Waisb.) O.Schwarz. Das Artepitheton fritschii ehrt Karl Fritsch, einen Professor der Botanik in Graz.